# شون سكوت
شون سكوت (بالإنجليزية: Sean Scott)‏ هو لاعب كرة قدم أمريكية أمريكي، ولد في 25 سبتمبر 1978 في فيلادلفيا في الولايات المتحدة.